# Drassana (revista)
La revista Drassana és una publicació acadèmica anual, editada des de 1988 pel Museu Marítim de Barcelona, que tracta la història i la cultura marítima. Tot i que té una dimensió internacional, se centra especialment en l’espai marítim mediterrani. I, encara que s'orienta vers el camp de les ciències socials, manté un abast multidisciplinar.
Publicada des de l’any 1988, en les primeres etapes oferia alhora articles d’investigació i també informació i història del Museu. Des de 2010 és el mitjà de l’Observatori Permanent d’Història i Cultura Marítima de la Mediterrània, organisme creat al desembre de 2006 com a instrument de col·laboració entre el Museu Marítim i la Universitat de Barcelona per al foment de la recerca en el camp de la cultura marítima.
Tot i que és la història la disciplina que s'hi tracta més habitualment, també hi tenen lloc el dret i l'antropologia, l'economia i la sociologia. Al costat de personatges o institucions, s'hi estudien pràctiques, costums, usos i formes de vida del món marítim. La llengua de la revista és el català, tot i que publica articles també en castellà i anglès o, esporàdicament, en altres llengües.
Des de 2020 s'ofereix en versió digital, sobre una plataforma d’accés obert.   